# 温嫩
温嫩是德国莱茵兰-普法尔茨州的一个市镇。总面积3.26平方公里，总人口434人，其中男性203人，女性231人（2011年12月31日），人口密度133人/平方公里。